# The Buccaneers (serie televisiva)
The Buccaneers è una serie televisiva statunitense creata da Katherine Jakeways, basata sull'omonimo romanzo di Edith Wharton, rimasto incompiuto a causa della morte dell'autrice e completato successivamente nel 1993 da Marion Mainwaring. La serie è stata presentata in anteprima su Apple TV+ l'8 novembre 2023.

## Trama
La serie segue la storia di cinque ricche ragazze americane che decidono di lasciare gli Stati Uniti e di recarsi a Londra per trovare degli uomini nobili con cui sposarsi.

## Episodi
| Stagione         | Episodi | Pubblicazione USA | Pubblicazione Italia |
| ---------------- | ------- | ----------------- | -------------------- |
| Prima stagione   | 8       | 2023              | 2023                 |
| Seconda stagione | 8       | 2025              | 2025                 |

## Produzione
Nel giugno 2022 è stato annunciato da Apple TV + che Katherine Jakewaysla avrebbe prodotto la serie, con Susanna White come regista principale. Jakeways e White sarebbero state anche produttori esecutivi insieme a Beth Willis e George Faber. Nell'annuncio è stato anche comunicato il cast: Kristine Froseth, Alisha Boe, Josie Totah, Aubri Ibrag, Imogen Waterhouse e Mia Threapleton che avrebbero interpretato le protagoniste della storia. A luglio, Christina Hendricks, Josh Dylan, Barney Fishwick, Guy Remmers e Matthew Broome si sono aggiunti al cast. Le riprese principali della serie sono iniziate a marzo 2022 a Madrid e sono continuate a giugno in Scozia.
Nel dicembre 2023 è stato confermato che il cast principale sarebbe tornato nella seconda stagione. Nell'ottobre 2024, Leighton Meester si è unita al cast. Greg Wise, Maria Almeida, Grace Ambrose e Jacob Ifan si sono aggiunti a dicembre.

## Accoglienza
Il sito aggregatore di recensioni Rotten Tomatoes riporta un indice di gradimento del 76%, con un voto medio di 6,30/10, basato su 33 recensioni. Il sito web recita: "Anacronistico al massimo e adorabile, The Buccaneers è una delizia femminista e spumeggiante per i fan dello sfarzo di pezzi d'epoca". Metacritic, che utilizza una media ponderata, ha assegnato alla serie un punteggio di 74 su di 100, basato su 18 critici, indicando "recensioni generalmente favorevoli".